# 風 (樂曲)
《風》是由中國作曲家徐景新所寫的一首民族管絃樂曲，發揮中國民族樂器的各種特殊音色和音響效果，用以描繪了風的各種形態，全曲由靜而動而靜，描寫如微風到疾風再至狂風大作，最後再回到風平浪靜。